# 伯恩茅斯-克赖斯特彻奇-普尔
伯恩茅斯-克赖斯特彻奇-普尔（英語：Bournemouth, Christchurch and Poole, BCP）是英格兰西南的一个单一管理区，位于多塞特名誉郡境内，建立于2019年4月1日，合并自前伯恩茅斯和普尔两个单一管理区以及原非都市郡多塞特下辖的非都市区克赖斯特彻奇 ，覆盖了东南多塞特城市群的大部分地区。

## 背景

BCP创建之前的多塞特

伯恩茅斯和克赖斯特彻奇历史上是汉普郡的一部分，而普尔历史上是多塞特郡的一部分，并且拥有其郡法团。到 20 世纪中叶，这些城镇开始合并为一个大都市。根据《1972年地方政府法》，三个地区自1974年 属于非都市郡多塞特管辖，并分属三个不同的非都市区。1997 年，普尔和伯恩茅斯成为单一管理区，而克赖斯特彻奇仍属于多塞特郡理事会。
新的管理区是多塞特郡地方政府重组的结果。根据“未来多塞特郡”计划，该郡内的所有郡级和区级理事会都被废除，并由两个新的单一管理区及其理事会取代。其中一个是由现有的伯恩茅斯和普尔单一管理区、以及克赖斯特彻奇的非都市区合并，组建的新单一管理区和理事会，称为伯恩茅斯-克赖斯特彻奇-普尔。另一个是由现有的韦茅斯和波特兰、西多塞特、北多塞特、波贝克和东多塞特等多塞特的非都市区合并而成，形成一个新的单一管理区多塞特。
这些计划得到了除克赖斯特彻奇自治市镇理事会之外的所有有关机构的支持，而克赖斯特彻奇自治市镇理事会正式反对重组 ，并在高等法院对这些提案提出质疑，但未成功。克赖斯特彻奇的几名保守党议员因反对合并案而被暂停党籍，其中几名议员在随后进行的2019 年地方选举中以无党派身份参选。

## 伯恩茅斯-克赖斯特彻奇-普尔理事会
2018年5月25日，新理事会的法定文书以住房、社区和地方政府大臣名义被制定，次日，新单一管理区的影子机构成立，其成员包括伯恩茅斯、克赖斯特彻奇和普尔三区理事会的全体议员以及代表克赖斯特彻奇的多塞特郡理事会议员，共125名。影子机构于2018年6月6日首次召开会议。
地方政府边界委员会在审查后将新单一管理区理事会的选区以及议员数量分别减少到 33个多人选区，共计76名议员，第一次选举于2019年与英格兰其他地区的地方政府选举同时举行。选举结果是保守党占据最多席位，但并没有拿到绝对多数。选举后，理事会第二大党自由民主党（15）联合无党籍议员（11）、普尔人民党（7）、工党（3）、绿党（2）和当地生活联盟（1）等党派的共计39 名议员，获得了多数席位所需的人数，成立了联合政府。保守党（36）和英国独立党（1）成为反对派。
然而，两名执政联盟的议员于2020年去世 ，两名普尔人民党议员退党并退出执政联盟，这使得联合政府成为少数派政府。随后理事会通过了对领导人维姬·斯莱德（英語：Vikki Slade）的不信任投票，解除了她的领导人职务。2020年10月1日，新的领导人被选出。

## 地理
单一管理区位于多塞特东南部，距伦敦约 150 公里。多塞特是西南英格兰地区。伯恩茅斯、克赖斯特彻奇和普尔都是历史悠久的海滨小镇，旅游业在当地经济中发挥着重要作用。伯恩茅斯和普尔位于普尔港以北，而克赖斯特彻奇则包含基督城港，东望怀特岛和索伦特岛，南边和西边是英吉利海峡。

### 气候
单一管理区属于温带海洋性气候。墨西哥湾暖流的存在确保了不列颠群岛全年温差较小，并且由于其位于英格兰南海岸，该地区与内陆相比冬季更加温暖，而夏季更加凉爽。

### 人口统计

伯恩茅斯-克赖斯特彻奇-普尔。其中绿色块表示的是西南汉普郡-东南多塞特绿带，蓝色线为郡边界，粉色线为区边界

单一管理区境内的主要聚落包括伯恩茅斯、普尔、克赖斯特彻奇以及默利/奥克利。在多塞特名誉郡范围内，伯恩茅斯和普尔是最大的两个城镇，克赖斯特彻奇是仅次于韦茅斯的第四大城镇。
伯恩茅斯-克赖斯特彻奇-普尔的单一管理区的范围与东南多塞特城市群大致重叠，而东南多塞特城市群也包含前东多塞特自治市镇和汉普郡的新森林区的部分地区，而城市群也位于1958 年至1980年间建立的西南汉普郡-东南多塞特绿带内，绿带设立的目的是规范环境和规划政策，以管理开发扩张。